# Fortune Gordien
Fortune Everett Gordien, född 9 september 1922 i Spokane, död 10 april 1990 i Fontana, Kalifornien, var en amerikansk friidrottare.
Gordien blev olympisk silvermedaljör i diskus vid sommarspelen 1956 i Melbourne.